# LO Mediehus
LO Mediehus AB är ett mediebolag som ägs av Landsorganisationen i Sverige (LO) och sex fackförbund. Bolaget ger 2024 ut tidningen Arbetet samt sex fackliga medlemstidningar: Elektrikern, Fastighetsfolket, Handelsnytt, Kommunalarbetaren, Mål och Medel och Sekotidningen.
Sedan mars 2025 är samtliga tidningars webbupplagor samlade under den gemensamma sajten arbetet.se.
Bolaget har sitt säte i Stockholm i lokaler på Kungsholmstorg 5 och har 55 anställda (2024).
LO Mediehus bildades 2015 och bestod då av fem redaktioner. Sedan dess har ytterligare fackförbund inom LO anslutit sina medlemstidningar.
Bolaget ägs (2024) av Landsorganisationen i Sverige (LO) samt fackförbunden Svenska Kommunalarbetareförbundet, Handelsanställdas förbund, Seko Service- och kommunikationsfacket, Fastighetsanställdas förbund, Svenska Elektrikerförbundet och Livsmedelsarbetareförbundet.
Verkställande direktör är sedan 2024 Unn Edberg.